# واسپوراکان

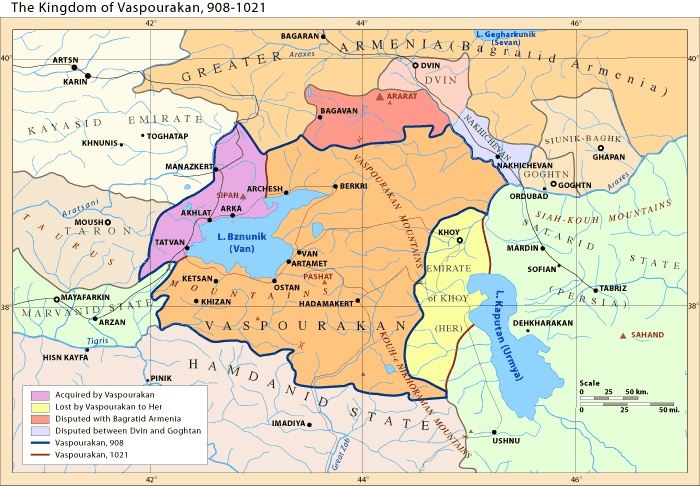
امپراتوری واسپورکان ۹۰۸–۱۰۲۱

واسپوراکان موقعیت جغرافیائی آن در ارمنستان غربی در اطراف دریاچه وان و شهر وان ترکیه امروزی می‌باشد. واسپوراکان هشتمین ایالت ارمنستان بزرگ که بعدها به پادشاهی مستقلی به نام پادشاهی واسپوراکان در قرون وسطی تبدیل شد.
واژه واسپوراکان از ایرانی میانه واسپورکان به معنی (سرزمین اصیل - باشکوه) یا (سرزمین شاهزادگان) می‌باشد.)

## تاریخ
در ۹۰۸م، گاگیک آرزرونی، یا گاگیک یکم واسپوراکان حاکم وقت منطقهٔ واسپوراکان، در شمال میان رودان، استقلال منطقهٔ تحت تسلط خود را اعلام کرد و مدعی پادشاهی بر کل ارمنستان شد. این اتفاق سبب آغاز کشمکش با حکومت مرکزی شد که تا ۹۴۳م ادامه یافت. گاگیک متعاقب اعلام استقلال، جزیره آختامار را به منزلهٔ مرکز حکومت خود برگزید و به مانوئل، معمار معروف ارمنی، دستور بنای مجموعه‌هایی از کاخها را داد.
وی، که قصد داشت رهبری مذهبی ارمنستان را به جزیرهٔ آختامار منتقل سازد، به معمار خود دستور داد تا در کنار کاخها کلیسایی نیز بنا کند. ساختن کلیسای صلیب مقدس از ۹۱۵م تا ۹۲۱م به طول انجامید؛ لذا هنگام بررسی کلیسا باید این موضوع را نیز مد نظر داشت که گاگیک آرزرونی درصدد بنای کلیسایی بود که کلیسای جامع کل ارمنستان محسوب شود.
توما آرزرونی، مورخ قرن دهم میلادی، که تاریخ خاندان آرزرونی را نگاشته، ضمن شرح شکوه و جلال کاخهای جزیرهٔ آختامار، از کلیسای صلیب مقدس مانند قلعهٔ آمبرد به صورت چند طبقه یاد کرده و دربارهٔ اسکلهٔ جزیره و امکانات دفاعی آن توضیحاتی مفصل داده است. متأسفانه، تأسیسات بندری و کاخهای این جزیره به دلیل جنگهای متعدد ویران شدند و ویرانه‌ها نیز، به همراه تعدادی از جزایر کوچک و روستاهای اطراف دریاچه، به علت بالا آمدن سطح آب دریاچه به زیر آب فرورفتند و امروزه تنها کلیسای صلیب مقدس، که در ارتفاعی بالاتر از سطح کاخها قرار داشته، باقی‌مانده است. نیکوغایوس (نیکولای) مار، باستانشناس گرجی، معتقد است:
«کلیسای صلیب مقدس گواهی بر شکوه کاخهاست».
گاگیک، در ۹۲۷م، موفق شد جاثلیق وقت را مجبور به انتقال مرکز مذهبی ارمنیان به جزیره و استقرار در کلیسای صلیب مقدس کند اما یک سال پس از فوت پادشاه، در ۹۴۴م، جاثلیق کلیسا را ترک گفت.
از اوایل قرن یازدهم میلادی و با آغاز حملات سلجوقیان به ارمنستان، حاکم منطقهٔ واسپوراکان، سِنه کِریم هُوانس، که قادر به مقابله با آنان نبود، تحت فشار حکومت امپراتوری روم شرقی و در ازای حکومت بر قیصریه، کل سرزمین خود را، در ۱۰۲۱م، تسلیم امپراتوری بیزانس کرد. با استقرار نیروهای بیزانس در جزیرهٔ آختامار کلیسای صلیب مقدس مدتی به منزلهٔ کلیسایی معمولی به کار خود ادامه داد.
پس از سقوط حکومت مرکزی ارمنستان، در ۱۰۴۵م، به دست امپراتوری بیزانس، ارمنستان صحنهٔ جنگ میان ارتش بیزانس و سلجوقیان شد.

## نگارخانه
کلیساها و دیرهای ارمنی قرون وسطی در واسپوراکان

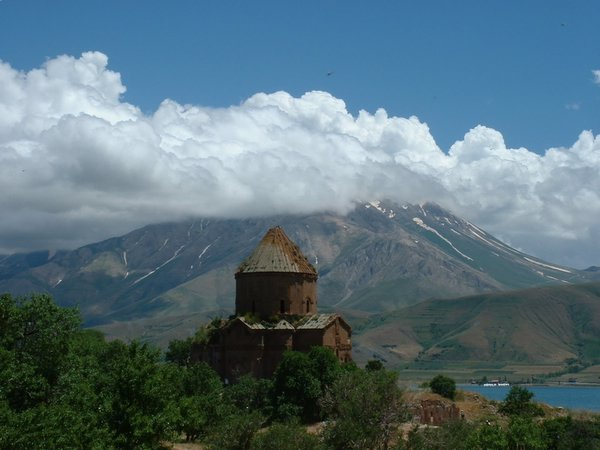
کلیسای صلیب مقدس ساخت کلیسا از ۹۱۵م تا ۹۲۱م به طول انجامید
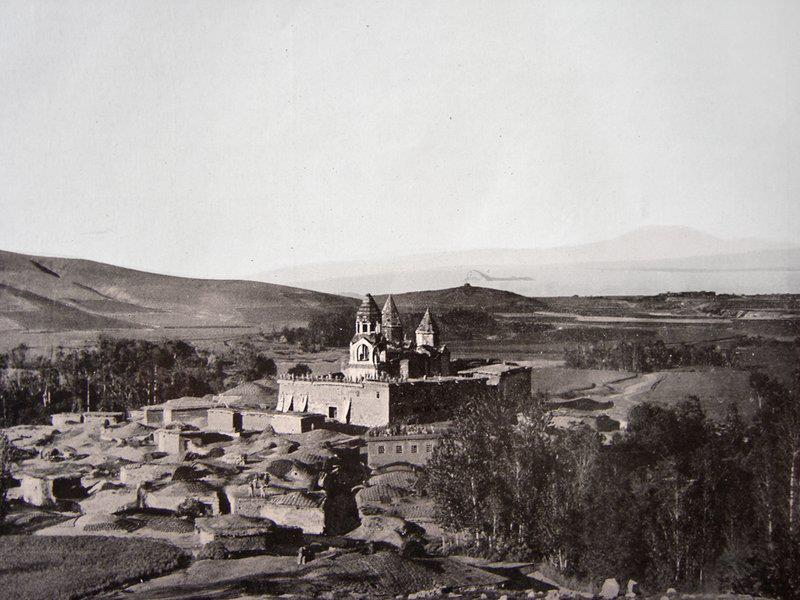
کلیسای نارٍکاوانک یا نارِگ متعلق به قرن دهم میلادی با همت گریگور نارگاتسی ساخته شده است
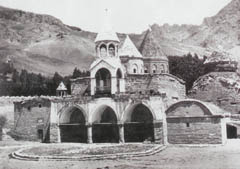
دیر واراگا یا واراگاوانک واقع در شرق شهر وان متعلق به قرن یازدهم میلادی
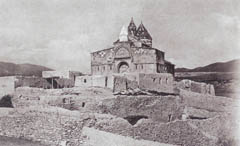
کلیسای باتوقیموس مقدس واقع در نزدیکی شهر (آداماکرت) باش‌قلعه در شرق ترکیه متعلق به قرن سیزدهم میلادی